# Zu schön für mich
Zu schön für mich ist ein deutscher Fernsehfilm der ARD aus dem Jahr 2007.

## Handlung
Karin ist Ende 30, arbeitet in einer Globus-Fabrik und singt mit einigen Freundinnen und Arbeitskolleginnen in einer Band. Sie ist allein erziehende Mutter der zwölfjährigen Meike und des vierjährigen Paul. Mit Männern hat sie eher schlechte Erfahrungen: die Kinder stammen von verschiedenen Vätern, beide Beziehungen hielten nicht lange. Zu Karins 40. Geburtstag geben ihre Freundinnen an ihrer Stelle eine Kontaktanzeige auf und überreichen ihr die Zuschriften. Nach anfänglichem Zögern trifft sie sich schließlich mit Andreas, dem Autor der am wenigsten aussagekräftigen Antwort. Tatsächlich kommen sie einander näher und es folgen weitere Treffen.
Andreas ist sehr attraktiv und deutlich jünger als Karin (was sie in der Folgezeit immer wieder zweifeln lässt), verschweigt ihr aber, dass er eine Haftstrafe verbüßt und sie nur während seiner Freigänge aus dem Gefängnis treffen kann. Eigentlich sucht er nur eine vorübergehende Bleibe auf der Durchreise nach Mexiko. Aber das muss er ja Karin nicht auf die Nase binden.
Bei einem Ausflug trifft das Paar zufällig einen Priester, der auch die Insassen der Haftanstalt betreut. Dadurch findet dieser heraus, dass Andreas seine Freigänge nicht wie vereinbart zur Arbeitssuche für die Zeit nach seiner baldigen Entlassung benutzt. Von ihrem Chef, der sich ebenfalls zu Karin hingezogen fühlt und sie das auch merken lässt, erfährt sie die Wahrheit über Andreas. Sie besucht ihn daraufhin im Gefängnis und beendet die Beziehung. Er versichert ihr jedoch, sie zu lieben und bittet sie, ihm eine Chance zu geben.
Durch Vermittlung des Pfarrers versöhnen sie sich wenig später wieder.
Karin stellt Andreas ihren Kindern vor und erfährt, dass er kürzlich entlassen wurde und nun hofft, bei ihr wohnen zu können. Sie lehnt dies zunächst ab, auch weil ihre Tochter eine starke Abneigung gegen Andreas (wie auch gegen alle vorherigen Männerbekanntschaften Karins) zeigt. Der kleine Paul dagegen hat Andreas sofort ins Herz geschlossen und alle einigen sich auf einen Kompromiss: Andreas darf bleiben, bis Meike in zwei Wochen von einem Trainingslager zurückkommt.
Andreas erzählt Karin von seinem Traum, nach Mexiko zu gehen und in der Tauchschule eines Freundes mitzuarbeiten.

## Kritiken
„Konventionelle (Fernseh-)Komödie, die einmal mehr die Macht der Gefühle beschwört.“

„Regisseurin Karola Hattop […] liefert mit guten Darstellern erneut eine Routine-Arbeit ab, die geschickt zwischen Drama und Komödie wechselt. In der Rolle des Freigängers Andreas überzeugt der dänische Charakterdarsteller Kristian Kiehling“

## Produktion

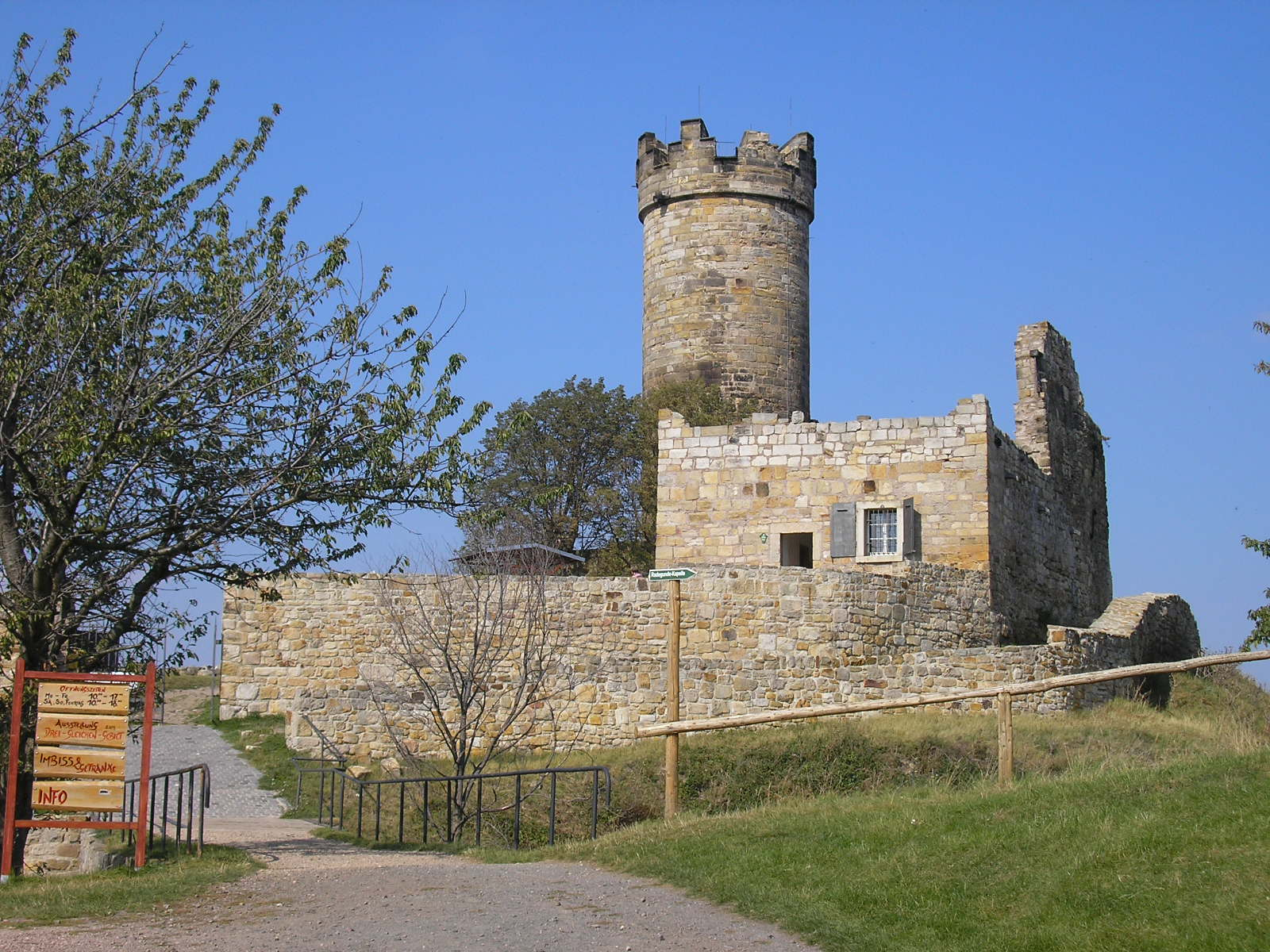
Mühlburg, ein Drehort des Films, wo Karin und Andreas sich das zweite Mal treffen.

Zu schön für mich wurde bei Drei Gleichen gedreht. Am 1. August 2007 erlebte die Romanze ihre Premiere und ist schon mehrfach wiederholt worden.